# ریک کریودا
ریک کریودا (انگلیسی: Rick Krivda؛ زادهٔ ۱۹ ژانویهٔ ۱۹۷۰) بازیکن بیس‌بال اهل ایالات متحده آمریکا بود.